# (325) Гейдельберга
(325) Гейдельберга (нем. Heidelberga) — астероид внешней части главного пояса, который принадлежит к металлическому спектральному классу M. Он был открыт 4 марта 1892 года немецким астрономом Максом Вольфом в Гейдельбергской обсерватории и назван в честь немецкого города Гейдельберга, рядом с которым находится эта обсерватория. 
Относится к астероидам спектрального класса M.

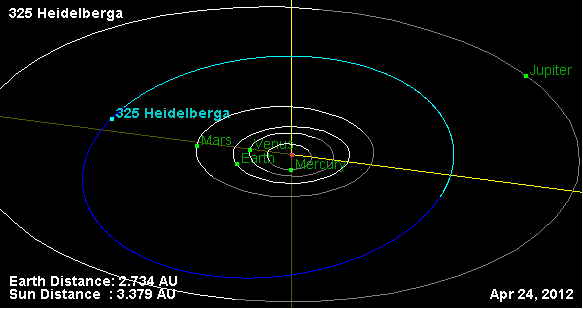
Орбита астероида Гейдельберга и его положение в Солнечной системе